# Iglesia de San Jorge (Lod)
La Iglesia de San Jorge (en hebreo: כנסיית גאורגיוס הקדוש קוטל הדרקון) es el santuario principal para el mártir del siglo cuarto San Jorge (الخضر Al-Khidr en árabe) que se encuentra en Lod, Israel. La iglesia actual, construida en 1870, comparte espacio con la mezquita de El-Khidr.
Hacia el final del siglo XIX, el Patriarcado Ortodoxo Griego de Jerusalén recibió el permiso de las autoridades otomanas para construir una iglesia en el sitio donde estaba una basílica antes. La iglesia está construida sobre una estructura del siglo XV, y ocupa el extremo norte de la nave y el pasillo de la izquierda de la iglesia anterior, de la que se conservan dos ábsides - que, contrariamente a la regla normal, posee una cara norte en lugar de hacia el este.

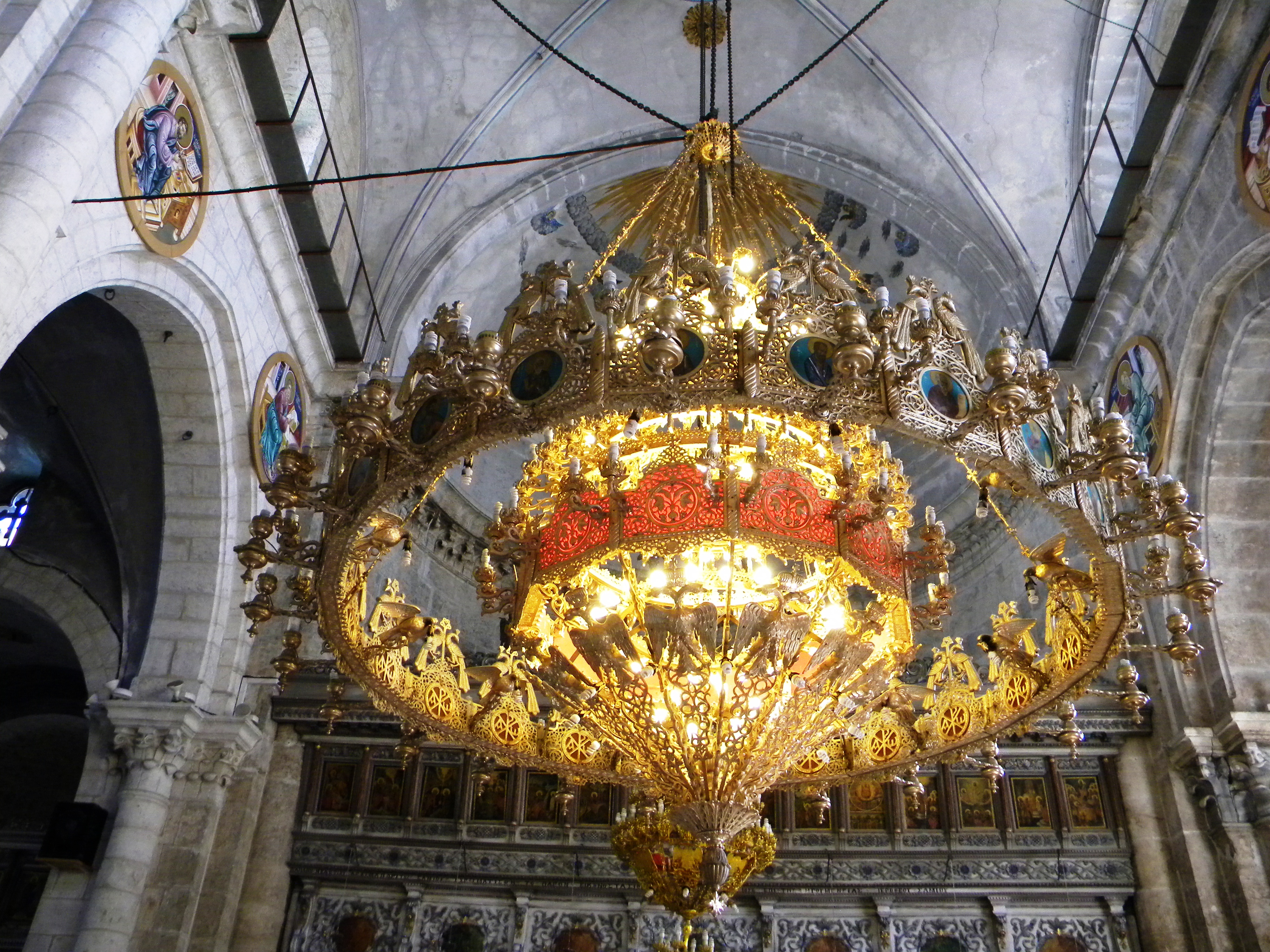
ST. George